# Alipurduar
Alipurduar là một thành phố và khu đô thị của quận Jalpaiguri thuộc bang Tây Bengal, Ấn Độ.

## Nhân khẩu
Theo điều tra dân số năm 2001 của Ấn Độ, Alipurduar có dân số 73.047 người. Phái nam chiếm 51% tổng số dân và phái nữ chiếm 49%. Alipurduar có tỷ lệ 78% biết đọc biết viết, cao hơn tỷ lệ trung bình toàn quốc là 59,5%: tỷ lệ cho phái nam là 81%, và tỷ lệ cho phái nữ là 74%. Tại Alipurduar, 10% dân số nhỏ hơn 6 tuổi.